# Jaye P. Morgan

Erster Plattenerfolg auf Derby 837

Jaye P. Morgan (* 3. Dezember 1931 als Mary Margaret Morgan in Mancos, Colorado) ist eine US-amerikanische Sängerin und Schauspielerin.

## Künstlerische Laufbahn

### Sängerin
Morgan machte 1949 ihren Highschoolabschluss an der Verdugo Hills High School in Los Angeles. Unmittelbar danach begann sie ihre berufliche Laufbahn als Sängerin in der Unterhaltungsmusik. Mit öffentlichen Auftritten und Schallplattenaufnahmen machte sie sich schon in den frühen 1950er Jahren einen Namen. Bereits 1954 hatte sie mit dem Titel Life Is Just a Bowl of Cherries ihren ersten Plattenerfolg. Dieser Titel wurde auf einer Single der New Yorker Plattenfirma Derby Records aufgenommen. Noch im Laufe des Jahres 1954 wechselte Morgan zur Plattenfirma RCA Victor, wo sie mit ihrer ersten Veröffentlichung den größten Plattenerfolg ihrer Karriere erzielte. Das Lied That’s All I Want from You erreichte in den Verkaufs-Charts des US-Musikmagazins Billbord den dritten Platz und konnte sich in den Charts 21 Wochen lang behaupten. Bei RCA wurden bis 1958 etwa 20 Singles produziert, von denen weitere elf Titel in die Top 100 kamen. Etwa 15 weitere Singles erschienen zwischen 1959 und 1963 bei MGM, aber es kamen nur noch drei Songs in die neu eingeführten Billboard Hot 100. Morgans letzter Hot-100-Erfolg war 1960 der Titel I Walk the Line, der Platz 66 erreichte. In den Jahren 1964 bis 1968 sind bis auf eine Single bei ABC-Paramount (1965) keine Singleproduktionen bekannt. In dieser Zeit hatte sie sich, abgesehen von einigen Nachtclubauftritten, weitgehend ins Privatleben zurückgezogen. Zwischen 1969 und 1972 veröffentlichte Morgan fünf Singles bei der kalifornischen Plattenfirma Beverly Hills. 1976 folgte die LP Jaye P. Morgan, die stilistisch zwischen Soul, Funk und Jazz angesiedelt ist. Einige der wichtigsten West-Coast-Jazz-Musiker der damaligen Zeit waren an den Arbeiten des von David Foster produzierten und arrangierten Albums beteiligt. Es erschien nur in kleiner Auflage und wurde zu einem gesuchten Sammlerstück. Ab 2000 wurde es sowohl auf Vinyl als auch auf CD einige Male wieder veröffentlicht.

### Fernsehen und Film
Ab 1949 war Morgan im Fernsehen präsent. Ihren ersten TV-Auftritt hatte sie 1949 in der Quizshow Stop the Music bei ABC. 1956 erhielt sie ihre eigene Fernsehsendung, die Jaye P. Morgan Show. Daneben war sie Gast in vielen anderen TV-Shows. Zahlreiche Rollen in Fernsehserien übernahm Mogan ab 1957, unter anderem war sie auch in den für Deutschland synchronisierten Serien Meine drei Söhne (My Three Sons, 1962) oder Simon & Simon (1986) zu sehen. Ihre erste Kinofilmrolle bekam Morgan 1973 in dem Streifen The All-American Boy (Ein verdammt netter Junge, 1973), es folgten Loose Shoes (1980), Night Patrol (1984) und Kevin – Allein in New York (1992).

## Diskografie

### Vinyl-Singles
| A/B-Seite                                                        | Katalog-Nr.   | veröffentl.    |
| ---------------------------------------------------------------- | ------------- | -------------- |
|                                                                  | Derby         |                |
| Just a Gigolo / Wasted Tears                                     | 828           | 1953           |
| Life Is Just a Bowl of Cherries / Operator 299                   | 837           | Januar 1954    |
| Ring Telephone Ring / Don’t Tell Him                             | 843           | Februar 1954   |
| Nobody Met the Train / Life Was Made for Living                  | 852           | Mai 1954       |
| I Ain’t Got the Man / Baby Don’t Do It                           | 855           | Juli 1954      |
|                                                                  | RCA Victor    |                |
| That’s All I Want from You / Dawn                                | 5896          | November 1954  |
| Danger! Heartbreak Ahead / Softly, Softly                        | 6016          | Januar 1955    |
| Chee Chee O-Chee / Two Lost Souls (& Perry Como)                 | 6137          | 1955           |
| The Longest Walk / Swanee                                        | 6182          | Juli 1955      |
| Pepper-Hot Baby / If You Don’t Want My Love                      | 6282          | Oktober 1955   |
| My Bewildered Heart / Not One Goodbye                            | 6329          | November 1955  |
| Sweet Lips / Get Up! Get Up!                                     | 6441          | Februar 1956   |
| Lost in the Shuffle / Play for Keeps                             | 6505          | April 1956     |
| Johnny Casanova / The West Point Dress Parade                    | 6565          | Juni 1956      |
| Just Love Me / The Call of the Wild                              | 6653          | September 1956 |
| Mutual Admiration Society / If’n (& Eddy Arnold)                 | 6708          | November 1956  |
| I Thought it Was Over / I Pledge Allegiance to Your Heart        | 6798          | Januar 1957    |
| One / Do You Love Me (& Eddy Arnold)                             | 6842          | März 1957      |
| Graduation Ring / You, You Romeo                                 | 6938          | Mai 1957       |
| There’s a Dream in My Heart / Take a Chance                      | 7064          | Oktober 1957   |
| Tell Me More / My Blind Date                                     | 7178          | März 1958      |
| I Love You So Much / I Know, I Know, I Know                      | 7263          | Juni 1958      |
| Easy Does It / Star Dust                                         | 7326          | September 1958 |
| All I Have to Do Is Dream / Just You, Just Me                    | 7364          | Oktober 1958   |
|                                                                  | Decca         |                |
| Have You Ever Been Lonely / Life Was Made for Living             | 29501         | April 1955     |
| Just a Gigolo / Life Is Just a Bowl of Cherries                  | 29611         | Juli 1955      |
| Baby Don’t Do It / Nobody Met the Train                          | 29722         | Oktober 1955   |
|                                                                  | MGM           |                |
| Are You Lonesome Tonight / Miss You                              | 12752         | Januar 1959    |
| One Kiss / My Reputation                                         | 12786         | April 1959     |
| Somebody Else Is Taking My Place / Somebody Loses, Somebody Wins | 12815         | Juli 1959      |
| Left Me Gal in the Mountains / Taht Funny Feeling                | 12838         | Oktober 1959   |
| My Darlin, My Darling / Thoughts of Love                         | 12861         | 12/1959        |
| Half as Much / I Don’t Want to Walk Without You                  | 12879         | Februar 1960   |
| I Understand / I Wish I Didn’t Love You So                       | 12904         | Mai 1960       |
| I Walk the Line / Wondering Where You Are                        | 12924         | September 1960 |
| When You Get What You Want / A World I Can’t Live In             | 12956         | Oktober 1960   |
| Catch Me a Kiss / Close Your Eyes                                | 12984         | Februar 1961   |
| Let Me Know / No One to Cry To                                   | 13021         | Juni 1961      |
| Brotherhood of Man / Nobody’s Sweetheart                         | 13049         | November 1961  |
| He Thinks I Still Care / Heartache Named Johnny                  | 13076         | Mai 1962       |
| Ma, He’s Making Eyes at Me / Slowly                              | 13114         | Dezember 1962  |
| The Longest Walk / Will He Love Me                               | 13142         | Mai 1963       |
|                                                                  | ABC-Paramount |                |
| Life Is Just a Bowl of Cherries / Put a Ring on My Finger        | 10678         | Mai 1965       |
|                                                                  | Beverly Hills |                |
| Love of a Gentle Man / Billy Sunshine                            | 9337          | August 1969    |
| What Are You Doing the Rest of Your Life / Applause              | 9344          | Januar 1970    |
| He’s Too Good to Me / I’ve Got an Awful Lot of Losing            | 9349          | 1970           |
| Song for You / Do You Really Have a Heart                        | 9367          | Juli 1971      |
| That Man Is My Weakness / Love of a Gentle Man                   | 9386          | 1972           |

### Vinyl-Langspielplatten
| Titel                                    | Katalog-Nr.      | veröffentl. |
| ---------------------------------------- | ---------------- | ----------- |
| Jaye P. Morgan                           | RCA Victor 1155  | 1955        |
| Just You, Just Me                        | RCA Victor 1682  | 1958        |
| Slow and Easy                            | MGM 3774         | 1959        |
| Up North                                 | MGM 3830         | 1960        |
| Down South                               | MGM 3867         | 1960        |
| That Country Sound                       | MGM 3940         | 1961        |
| What Are You Doing The Rest Of Your Life | Beverly Hills 24 | 1970        |

## Chartplatzierungen

### Singles
| Jahr | Titel Album                       | Höchstplatzierung, Gesamtwochen, AuszeichnungChartsChartplatzierungen (Jahr, Titel, Album, Platzierungen, Wochen, Auszeichnungen, Anmerkungen) | Anmerkungen     |
| Jahr | Titel Album                       | US | Anmerkungen     |
| ---- | --------------------------------- | --- | --------------- |
| 1954 | That’s All I Want from You –      | US5 (21 Wo.)US |                 |
| 1955 | Danger, Heartbreak Ahead –        | US18 (6 Wo.)US |                 |
| 1955 | Chee Chee O-Chee –                | US24 (2 Wo.)US |                 |
| 1955 | The Longest Walk –                | US13 (12 Wo.)US |                 |
| 1955 | Pepper-Hot Baby –                 | US21 (14 Wo.)US |                 |
| 1955 | If You Don’t Want My Love –       | US40 (11 Wo.)US |                 |
| 1955 | Not One Goodbye –                 | US48 (8 Wo.)US |                 |
| 1956 | Sweet Lips –                      | US85 (3 Wo.)US |                 |
| 1956 | Get Up Get Up (You Sleepy Head) – | US83 (2 Wo.)US |                 |
| 1956 | Lost In The Shuffle –             | US69 (5 Wo.)US |                 |
| 1956 | Play For Keeps –                  | US79 (4 Wo.)US |                 |
| 1956 | Johnny Casanova –                 | US81 (1 Wo.)US |                 |
| 1956 | Just Love Me –                    | US97 (1 Wo.)US |                 |
| 1956 | Mutual Admiration Society –       | US47 (9 Wo.)US | mit Eddy Arnold |
| 1959 | Are You Lonesome Tonight –        | US65 (6 Wo.)US |                 |
| 1959 | Miss You –                        | US78 (5 Wo.)US |                 |
| 1960 | I Walk The Line –                 | US66 (6 Wo.)US |                 |